# Parque nacional de las Araucarias
El Parque Nacional de las Araucarias (Parque Nacional das Araucárias en portugués) es una unidad de conservación brasileña estrictamente protegida natural ubicada en los municipios Catarinenses de Passos Maia y Ponte Serrada. Su principal objetivo es preservar los restos de la selva de pino Paraná en la región con el fin de crear las condiciones para la realización de la investigación científica y el desarrollo de actividades de educación ambiental, recreación en contacto con la naturaleza y el turismo ecológico. Forma parte del conjunto de Parques nacionales de Brasil administrados por Instituto Chico Mendes para la Conservación de la Biodiversidad.

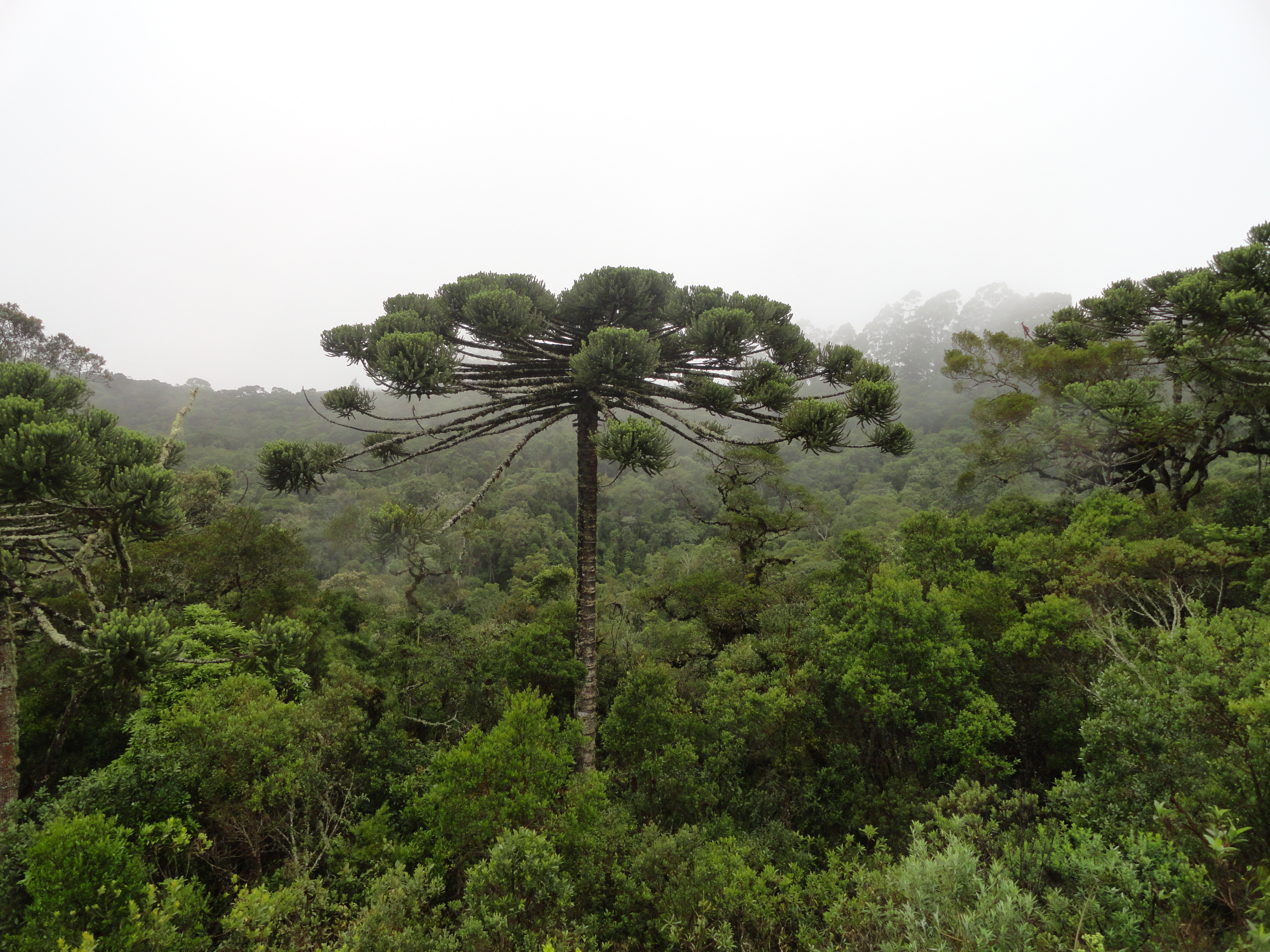
Vista del parque

## Historia
El parque fue creado el 19 de octubre de 2005 por decreto del Presidente de República.3 5 tiene Plan de Gestión y Management Council creado respectivamente a través de ordenanzas Nº 006, de 26 de enero de 2010 y N ° 109 de 18 de octubre de 2010.

## Características del área
El área del parque comprende 12.841 hectáreas de bosques de araucarias. Estos, de estructura bien conservada, tienen bosques ricos y diversos bajo el dosel de los árboles de pino, que dan continuamente a su estrato superior. A lo largo de los hermosos paisajes y ríos del parque se pueden encontrar ejemplares de árboles con troncos de más de 3 metros de diámetro.